# Turvo (Paraná)
Turvo is een gemeente in de Braziliaanse deelstaat Paraná. De gemeente telt 14.363 inwoners (schatting 2009).

## Aangrenzende gemeenten
De gemeente grenst aan Boa Ventura de São Roque, Campina do Simão, Cândido de Abreu, Guarapuava, Prudentópolis en Santa Maria do Oeste.

## Verkeer en vervoer
De plaats ligt aan de weg BR-466/PR-170.